# Annette Steikert
Annette Steikert (* 7. November 1949 in Gütersloh als Annette Ellerbracke) ist eine ehemalige deutsche Volleyballspielerin.

## Karriere
Annette Steikert spielte in den 1970er Jahren Volleyball beim USC Münster. Hier wurde sie von 1973 bis 1976 viermal in Folge Deutscher Pokalsieger und gewann 1974 und 1977 die Deutsche Meisterschaft. 1972 nahm sie mit der bundesdeutschen Volleyball-Nationalmannschaft an den Olympischen Spielen in München teil und belegte dort den achten Platz.

## Privates
Annette Steikert wohnt mit ihrem Mann Friedrich in Schloß Holte-Stukenbrock.